# Edouard Kapp
Edouard Kapp, né le 1er juin 1900 à Plobsheim, où il est décédé le 18 décembre 1987, est un botaniste français, ancien Conservateur de l'Herbier de Strasbourg (STR).

## Biographie
En 1978, il adapte en français Guide du promeneur dans la nature sous le nom original Přírodou krok za krokem réalisé par des scientifiques tchèques, qui est publié en 1974.
Edouard Kapp écrit plusieurs ouvrages liées à la botanique durant sa carrière.